# Augustin Călin
Augustin Călin (n. 5 august 1973, Craiova, România) este un fost jucător român de fotbal.
A jucat pentru echipele:
- Universitatea Craiova (1991-1996)
- Steaua București (1996-1997)
- Dinamo București (1997-1999)
- Rocar București (1999-2000)
- Universitatea Craiova (2000-2002)
- Trento (2001-2002)
- Universitatea Craiova (2002-2003)
- Liaoning Zhongshun (2003-2004)
- Oțelul Galați (2004-2005)
- Real Montecchio (2005-2006)
- AC Macerata (2006-2008)